# University of Illinois at Chicago

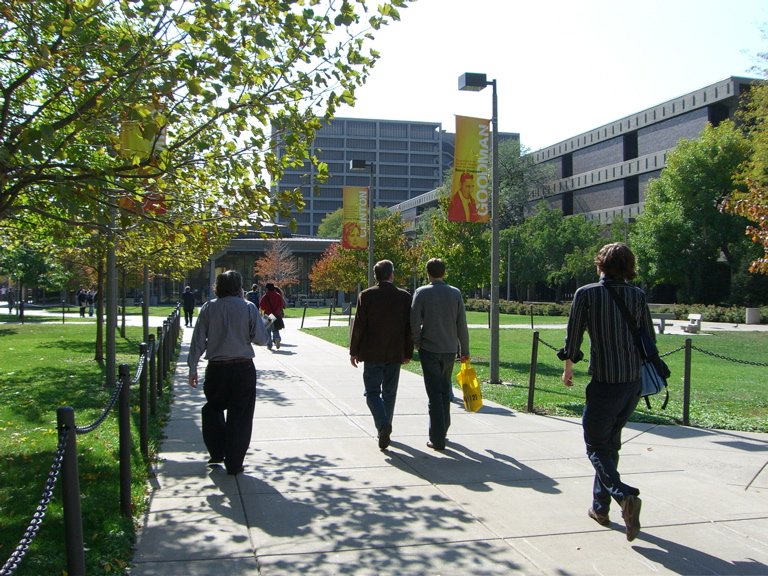
Der UIC East Campus

Die University of Illinois at Chicago (UIC) ist eine staatliche Universität in Chicago im US-Bundesstaat Illinois. Sie ist die größte Hochschule in Chicago und die zweitgrößte Hochschule des University-of-Illinois-Systems.

## Geschichte
Die Ursprünge gehen zurück auf die Gründung des Chicago Charitable Eye and Ear Infirmary 1858, des College of Pharmacy 1859 und des College of Physicians and Surgeons 1882. Diese Institutionen wurden 1890 in der University of Illinois zusammengefasst.

## Zahlen zu den Studierenden und den Dozenten
Im Herbst 2021 waren 34.199 Studierende an der UIC eingeschrieben. Davon strebten 22.279 (65,1 %) ihren ersten Studienabschluss an, sie waren also undergraduates. Von diesen waren 53 % weiblich und 47 % männlich; 21 % bezeichneten sich als asiatisch, 7 % als schwarz/afroamerikanisch, 35 % als Hispanic/Latino, 24 % als weiß und weitere 7 % kamen aus dem Ausland. 11.920 (34,9 %) arbeiteten auf einen weiteren Abschluss hin, sie waren graduates. Es lehrten 3.108 Dozenten an der Universität, davon 2.261	in Vollzeit und 847 in Teilzeit.
2006 waren etwa 25.000 Studenten eingeschrieben gewesen.

## Studienangebot
Das Studienangebot umfasst unter anderem

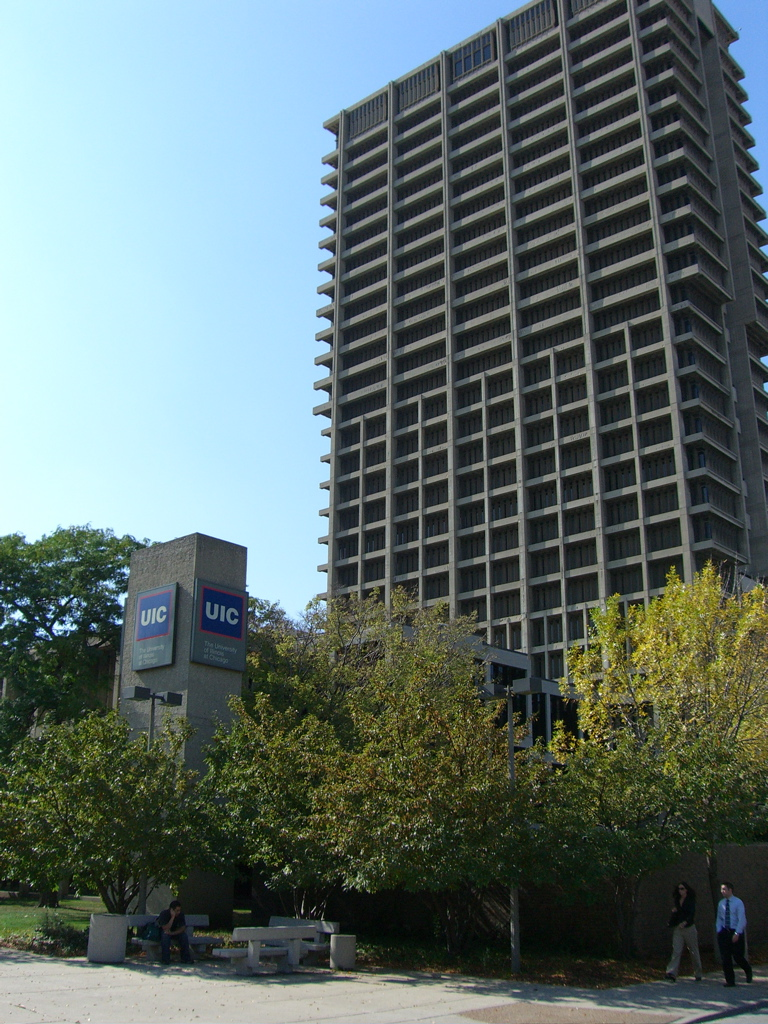
Die UIC University Hall

- Angewandte Gesundheitswissenschaften
- Architektur und Künste
- Geistes- und Naturwissenschaften
- Ingenieurwissenschaften
- Medizin
- Öffentliche Gesundheit
- Pädagogik
- Pharmazie
- Pflege
- Sozialarbeit (Jane Addams College of Social Work)
- Urbane Planung und Öffentliche Angelegenheiten
- Wirtschaftswissenschaften
- Zahnmedizin
- Graduate College
- Honors College

## Sport
Die Sportteams der UIC sind die Flames. Die Hochschule ist Mitglied in der Missouri Valley Conference.

## Persönlichkeiten

### Professoren an der UIC
- Daniel J. Bernstein (* 1971), US-amerikanischer Kryptologe und Programmierer (unter anderem qmail), 1998–2001 Assistenzprofessor an der UIC, seitdem Professor, seit 2008 allerdings nicht mehr in der Lehre tätig
- Deirdre McCloskey, (* 1942), Ökonomin, August 1999 bis 2015 an der UIC
- Walter Benn Michaels (* 1948), Literaturtheoretiker, ab 2001 an der UIC
- Louis H. Kauffman (* 1945), Mathematiker, von 1971 bis 2017 an der UIC
- Jane Tompkins (* 1940), Literaturwissenschaftlerin, bis 2005 an der UIC

### Absolventen/Studenten
- Carol Moseley Braun (* 1947), die erste afroamerikanische Senatorin, Abschluss an der UIC 1969
- Janina Gavankar (* 1980), Schauspielerin, Abschluss an der UIC
- Michael Gross (* 1947), Schauspieler
- Justin Hartley (* 1977), Schauspieler
- Shel Silverstein (1930–1999), Dichter (studierte ein Jahr an der UIC)